# Église de l'Ascension de Sanad
Pour les articles homonymes, voir Église de l'Ascension.
L'église de l'Ascension de Sanad (en serbe cyrillique : Црква Вазнесења у Санаду ; en serbe latin : Crkva Vaznesenja u Sanadu) est une église orthodoxe serbe située à Sanad, dans la province autonome de Voïvodine, dans la municipalité de Čoka et dans le district du Banat septentrional en Serbie. Elle est inscrite sur la liste des monuments culturels de grande importance de la république de Serbie (identifiant no SK 1136).

## Présentation
L'église de l'Ascension a été construite à partir de 1794 et consacrée en février 1796 ; elle est caractéristique d'un style classicisant auquel se mêlent des éléments baroques. Elle est constituée d'une nef unique prolongée par une abside ; l'intérieur est composé de quatre travées voûtées en berceau ; elle dispose d'un narthex et d'une galerie.
L'iconostase et les trônes ont également été réalisés dans un esprit classicisant. Selon les documents de l'église, l'iconostase a été peinte en 1820 par Aleksije Teodorović ; en revanche, les études stylistiques les attribuent plutôt désormais au peintre Milutin Bedričić.